# Лисица и пас
Лисица и пас (енгл. The Fox and the Hound) је амерички анимирани филм из 1981. године у режији Теда Бермана, Ричарда Рича и Арта Стивенса. Ово је 24. дугометражни анимирани филм рађен у продукцији Продукција Волт Дизни. Наставак под називом Лисица и пас 2 објављен је 2006. године.
Српску синхронизацију урадио је студио Лаудворкс 2012. године. Филм је имао премијеру на каналу РТС 1.

## Радња
Догађаји се одвијају у руралним подручјима у Апалачија. Млада лисица остаје сироче када му мајку убију ловци. Доброћудна сова Мами организује да саосећајна удовица Твид одведе младунче лисице на своју фарму као кућног љубимца. Удовица даје лисици име - Тод. У међувремену, Амос Сладе, ловац и комшија Удовице Твид (сасвим је могуће да је управо он убио Тодову мајку), доводи кући штене ловачког пса по имену Копер и поверава бригу свом искусном ловачком псу Шефу. Шанса спаја Тода и Копера, а две младе животиње брзо постају пријатељи.
Сазнавши за ово, Слејд ставља Бакара на поводац, а Тод, у потрази за својим пријатељем, завршава на Слејдовој фарми. Индискрецијом, младунче лисице буди Шефа и Слејда и они јуре за њим. Интервенишући, удовица Твид спасава Тода, али побеснели Слејд упозорава да ће убити лисицу ако се поново појави на фарми.
Са отварањем сезоне лова, Сладе води псе у лов. Мама покушава да објасни Тоду да њихово пријатељство са Бакаром не може да се настави јер су рођени да буду непријатељи, али Тод одбија да верује у то.
Пролазе месеци - Бакар постаје одличан ловачки пас, а Тод се претвара у слатку лисицу. По повратку Копера, Тод користи прилику да се састане са пријатељем, али му Копер даје до знања да се, иако цени некадашње пријатељство, све променило. Шеф се буди, и почиње нова потера, не без њиховог господара (Амос Сладе). Бакар покушава да је заустави, али Шеф наставља да је прогања. На железничком мосту, Тод успева да се искраде, а Шефа удари воз који пролази. Пао је са моста и повредио задњу ногу.
Пронашавши Шефа повређеног, Копер, жалећи што је спасао Тода, одлучује да му се освети. А Ејмос Слејд, такође бесно, по сваку цену жели да убије Тода, огорчено објашњавајући Твиду да је Шеф умало погинуо због лисице. Да би спасила живот лисице, удовица Твид га води у резерват. Пред Тодом је тежак период прилагођавања, а мама сова му помаже тако што га упознаје са слатком лисицом по имену Викси. Млади се постепено заљубљују једни у друге.
Међутим, Слејд и Копер, тражећи Тода, илегално пресеку жицу и прелазе границу резервата. После дуге потере (чак је био изненађен појавом лисице и храброшћу лисице), напада их поремећени гризли. Сладе упада у сопствену замку, док Бакар губи у неравноправној борби са великом звери. Међутим, Тод прискаче у помоћ пропалом псу. Да би спасио свог пријатеља, намами гризлија на трупац који лежи на ивици литице. Балван се сруши и гризли и лисица падају у водопад. Тод је изашао, а судбина гризлија је непозната, Бакар прилази преживелом, али исцрпљеном Тоду, задивљен поступком свог бившег пријатеља.
Амос Сладе се изненада појављује, спреман да убије лисицу, али Бакар својим телом штити Тода. Ловац спушта пушку и он и Бакар се враћају кући. Код куће, удовица Твид превија Слејдову ногу.
На крају, Тод и Копер схватају да ће, иако више неће моћи да се виде, њихово пријатељство заувек остати у њиховим срцима.

## Улоге
| Улога           | Оригинални глас  | Српски глас             |
| --------------- | ---------------- | ----------------------- |
| Тод             | Мики Руни        | Немања Оливерић         |
| Копер           | Курт Расел       | Михаило Максимовић      |
| Велика Мама     | Перл Бејли       | Ана Марковић            |
| Ејмос Слејд     | Џек Албертсон    | Димитрије Илић          |
| Викси           | Сенди Данкан     | Александра Ширкић       |
| Удовица Твид    | Џенет Нолан      | Јелена Ђорђевић Поповић |
| Поглавица       | Пет Батрам       | Марко Мрђеновић         |
| Јазавац         | Џон Макинтајер   | Владан Милић            |
| Бодљикаво прасе | Џон Фидлер       | Марко Мрђеновић         |
| Динки           | Ричард Бакалијан | Владан Милић            |
| Пумер           | Пол Винчел       | Томаш Сарић             |
| Мали Тод        | Кит Куган        | Алекса Станиловић       |
| Мали Копер      | Кори Фелдман     | Алекса Петровић         |